# Paweł Piwko
Paweł Piwko, poljski rokometaš, * 7. oktober 1982, Dzierżoniów.
Leta 2008 je na poletnih olimpijskih igrah v Pekingu v sestavi poljske reprezentance osvojil 5. mesto.